# 王諍 (嘉靖進士)
王諍（1508年—1581年），字子效，號竹巖，湖廣等處承宣布政使司鄖陽府竹山縣民籍，浙江永嘉縣人，明朝政治人物。嘉靖庚戌進士，官至貴州巡撫。

## 生平
嘉靖十九年（1540年）庚子科應天府鄉試第一百十四名舉人，二十九年（1550年）庚戌科進士。初授直隸溧陽縣知縣。嘉靖三十八年（1559年）選山東道監察御史。四十二年巡按雲南，隆慶元年（1567年）二月升大理寺右寺丞，四月轉左寺丞，七月升右少卿，二年三月晉左少卿，三年四月升都察院右僉都御史、巡撫貴州兼督湖北川東等處俱提督軍務，因总兵安大朝進剿貴州宣慰司土舍安国亨兵敗，四年四月令回籍聽堪。

## 著作
有《大學衍義通略》。

## 遺存
王諍故居至今尚存，稱“都堂第”，位于永昌堡御史巷一号，始建于隆庆三年（1570年），二进院落，七开间。現作為永昌堡的一部分列入全國重點文物保護單位。

## 家族
曾祖王秉圭；祖父王陸；父王鍊，曾任府教授；母邵氏。具庆下。